# Aerofotografia

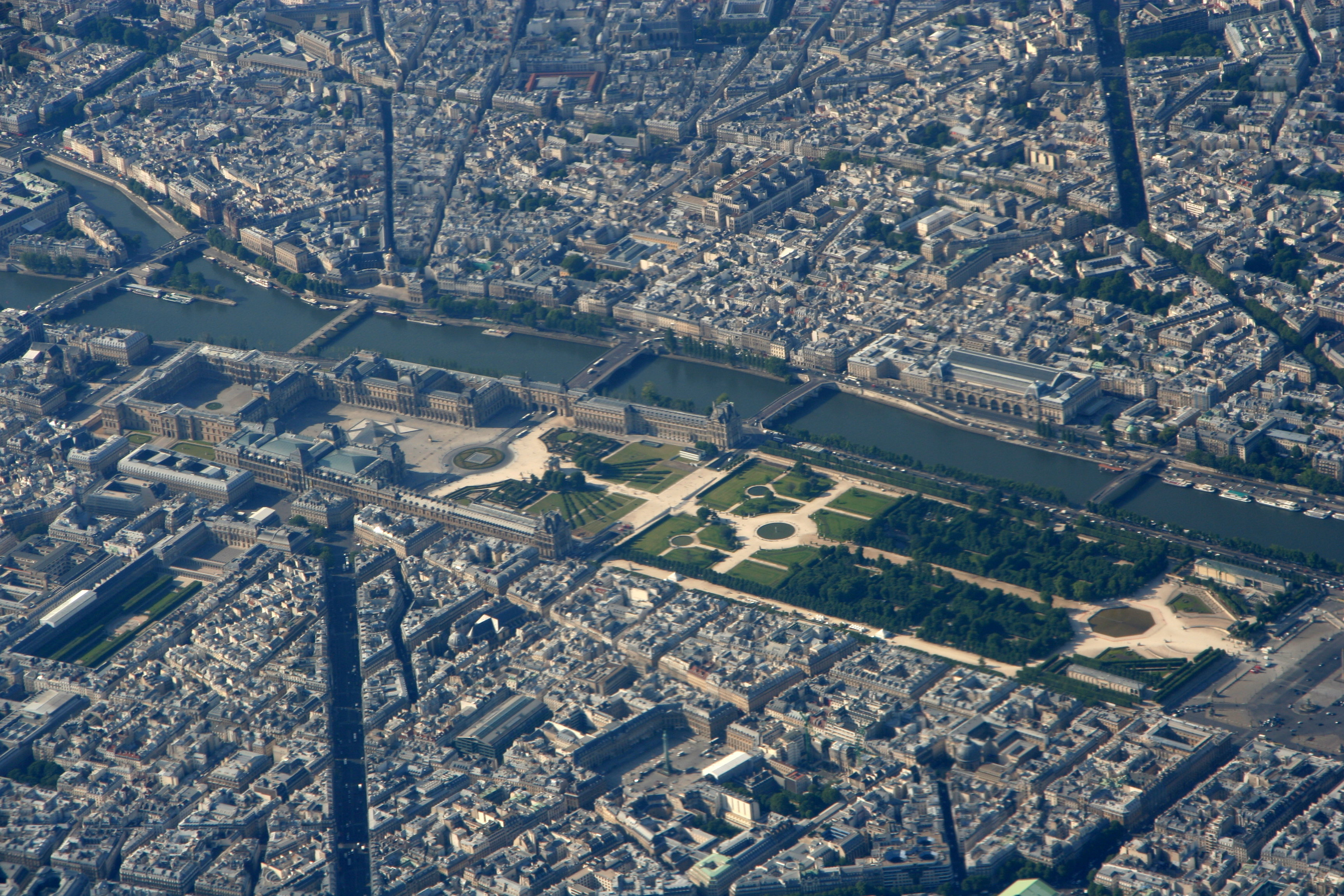
Fotografia aérea do Museu do Louvre, em Paris

Aerofotografia ou fotografia aérea é a atividade de registro de imagens do solo, a partir de uma posição elevada ou diretamente acima do objeto, por meio de câmera fotográfica levada ou instalada em aeronaves como aviões, planadores, helicópteros, VANTS, balões, dirigíveis, e também foguetes, pombos, pipas, paraquedas, satélites, estações espaciais, etc. Fotografias aéreas são de grande importância nas áreas de cartografia, estudos hidrológicos, agricultura, monitoramento ambiental e em operações militares. A atividade pode ser profissional com equipamento homologado ou amadora como câmeras comuns levadas por passageiros ou tripulantes em aeronaves ou VANTS civis.
A primeira fotografia aérea data de 1858 com autoria do fotógrafo e balonista francês Gaspar Felix Tournachon que tirou a foto a bordo de um balão de ar quente amarrado a 80 metros acima da vila francesa de Petit-Becetre.

## História

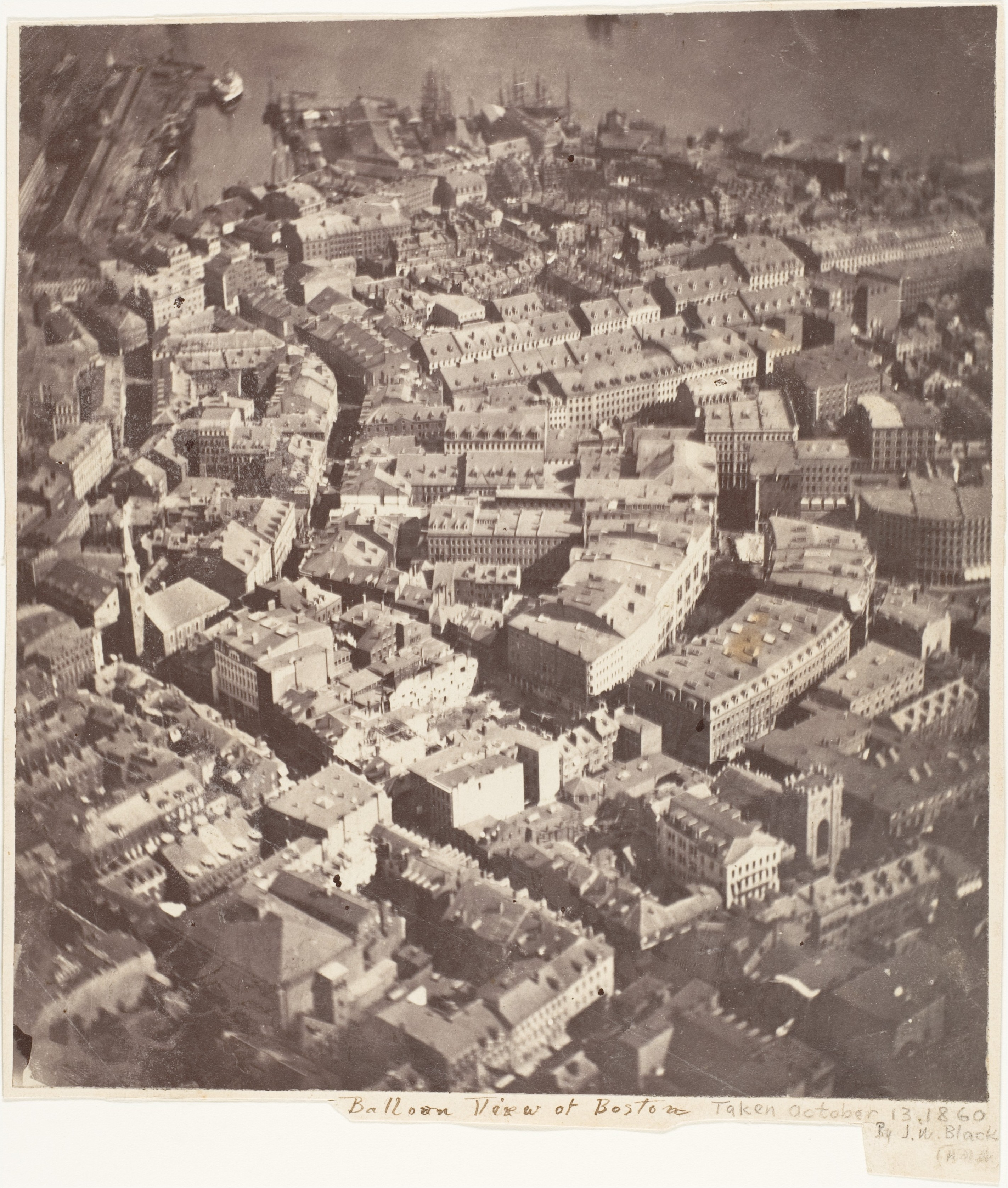
Boston, como as águias e os gansos a vêem, tirada por James Wallace Black e Samuel Archer King em 1860.

Fotografia aérea foi utilizada pela primeira vez pelo fotógrafo francês e balonista Gaspard-Félix Tournachon, conhecido como "Nadar", em 1858 sobre Paris na França. No entanto as primeiras fotografias que ele produziu já não existem. A fotografia aérea mais antiga a sobreviver ao tempo é intitulada "Boston, as the Eagle and the Wild Goose See It." (do inglês: Boston, como as águias e os gansos a vêem) tirada por James Wallace Black e Samuel Archer King em 13 de Outubro de 1860, que retrata Boston de uma altura de 630m.

## Usos

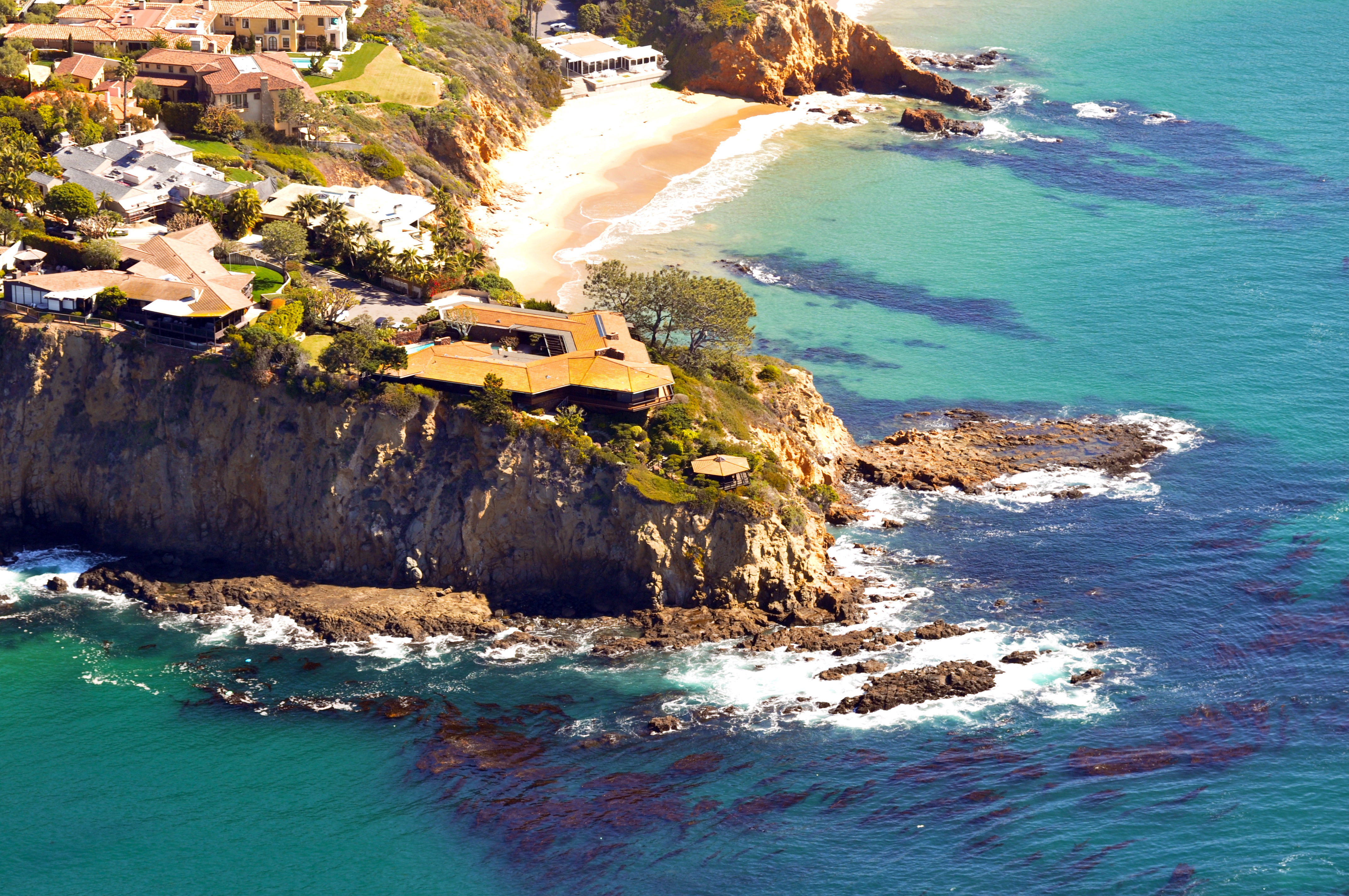
Ponto Abalone Cove .. Irvine, Laguna Beach, um exemplo de fotografia aérea de baixa altitude.

A aerofotografia é usada em cartografia (especialmente em estudos fotogramétricos, que são muitas vezes a base de mapas topográficos), planejamento do uso da terra, arqueologia, produção de filmes, estudos ambientais, de vigilância, de publicidade comercial, transferência de propriedade, e projetos artísticos. Um exemplo de como a fotografia aérea é usada no campo da arqueologia é o projeto de mapeamento feito em Angkor Borei no Camboja, entre 1995 e 1996. Usando a fotografia aérea, os arqueólogos foram capazes de identificar as características arqueológicas, incluindo 112 características da água (reservatórios, piscinas construídas artificialmente e lagoas naturais) dentro do local fortificado de Angkor Borei. Nos Estados Unidos, as fotografias aéreas são usadas em muitos projetos ambientais de avaliações para análise de propriedade.